# Mus musculus muralis
El ratón doméstico de San Kilda (Mus musculus muralis) era una subespecie del ratón doméstico presente únicamente en las islas del archipiélago de San Kilda, al noroeste de Escocia. 
No se sabe con seguridad cuándo llegaron a las islas, pero es posible que hayan sido transportados sin intención durante el período Norse. Aislado en el archipiélago, el ratón doméstico de San Kilda se bifurcó y reprodujo, extendiéndose más que los ratones de tierra firme, aunque tuvieron un número de aspectos en común con una subespecie hallada en Mykines en las Islas Feroe, Mus musculus mykinessiensis.
Cuando fueron evacuados los últimos habitantes de San Kilda en 1930, el ratón doméstico endémico se extinguió muy rápidamente, ya que estaba asociado estrictamente con el asentamiento humano. Algunos especímenes pueden apreciarse en los museos. El ratón de campo de San Kilda (Apodemus sylvaticus hirtensis) aún está presente.